# Штовхач (Цілком таємно)

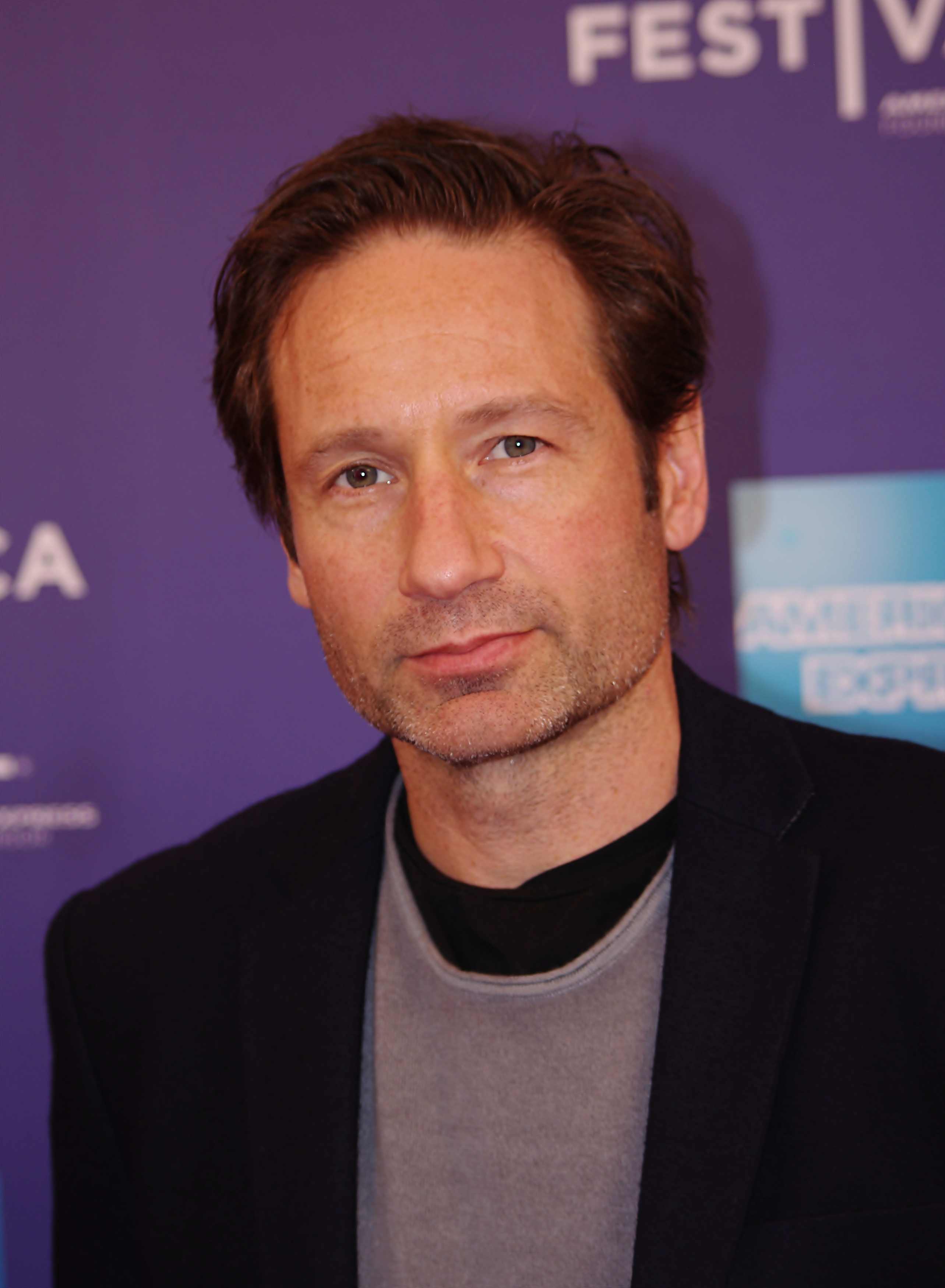

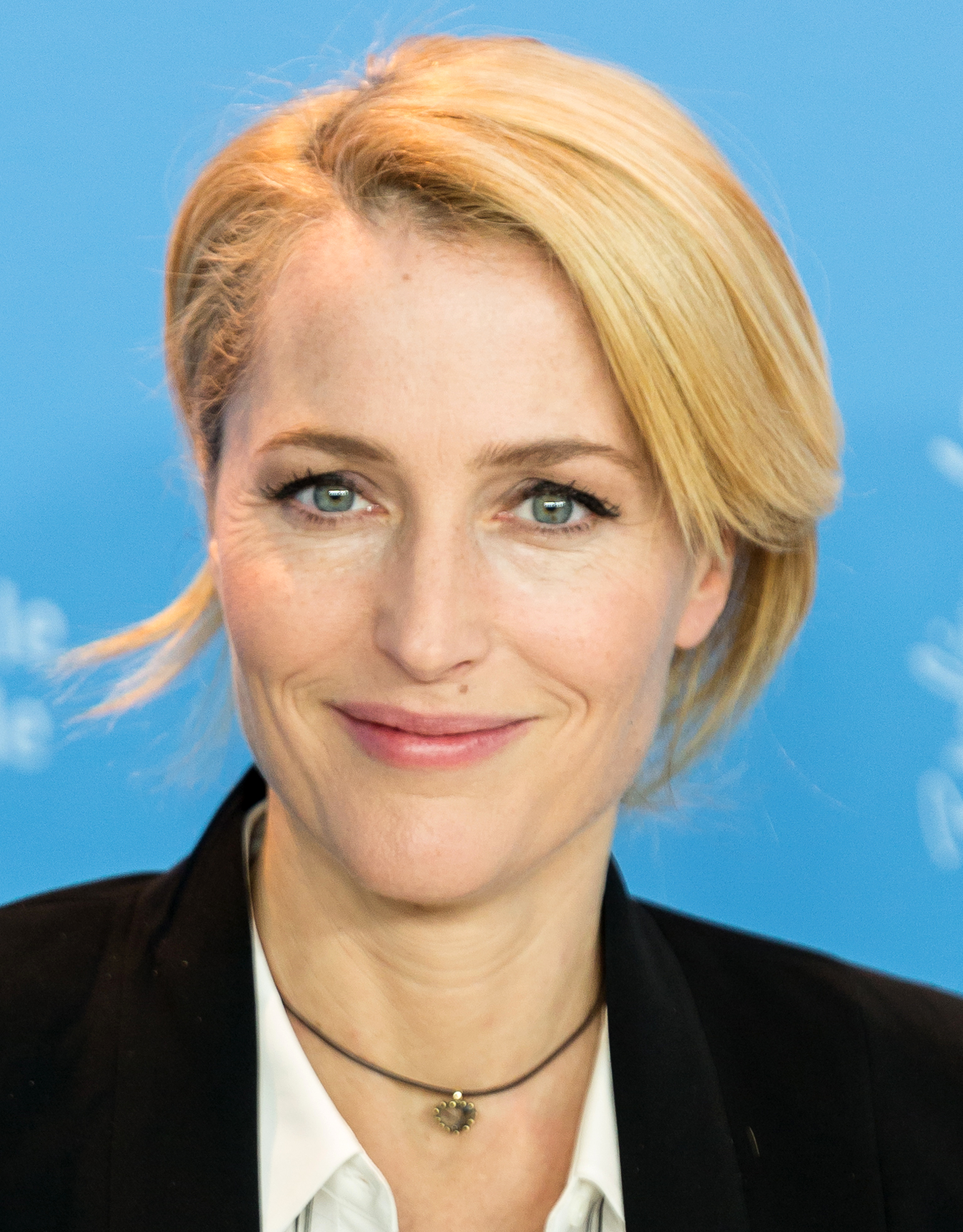

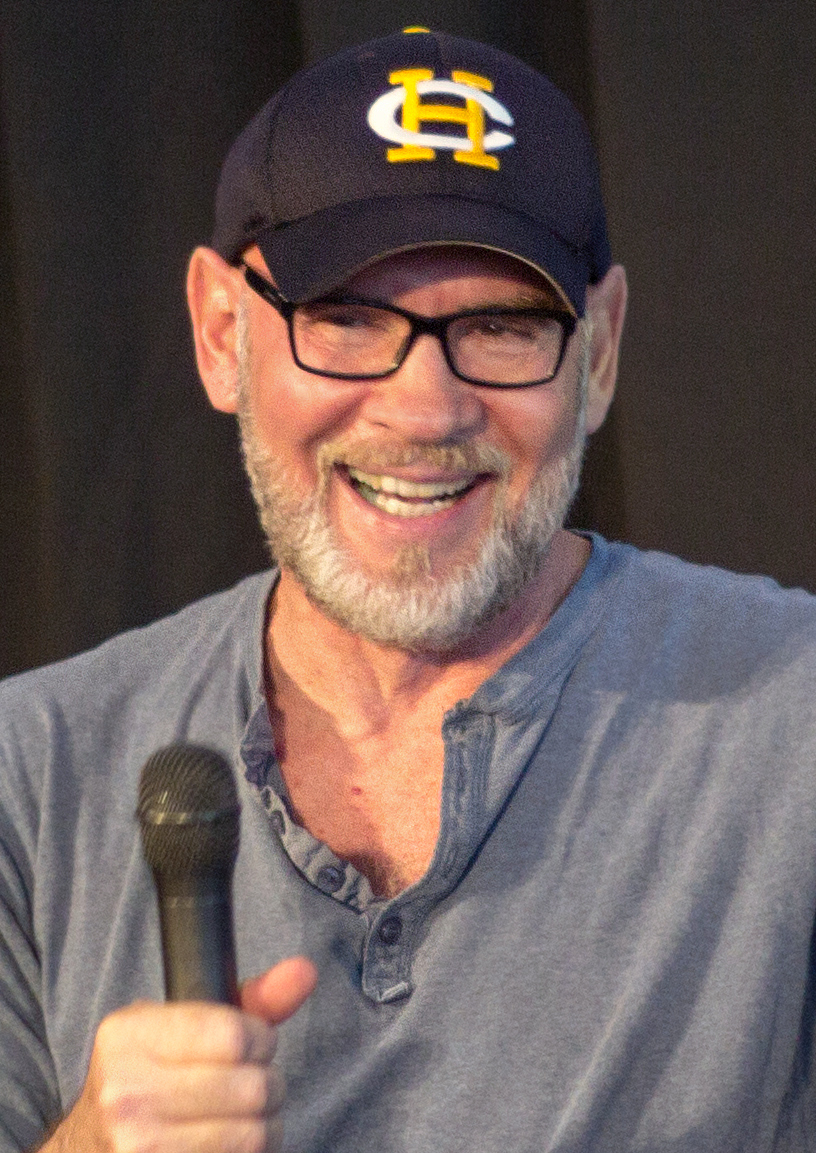

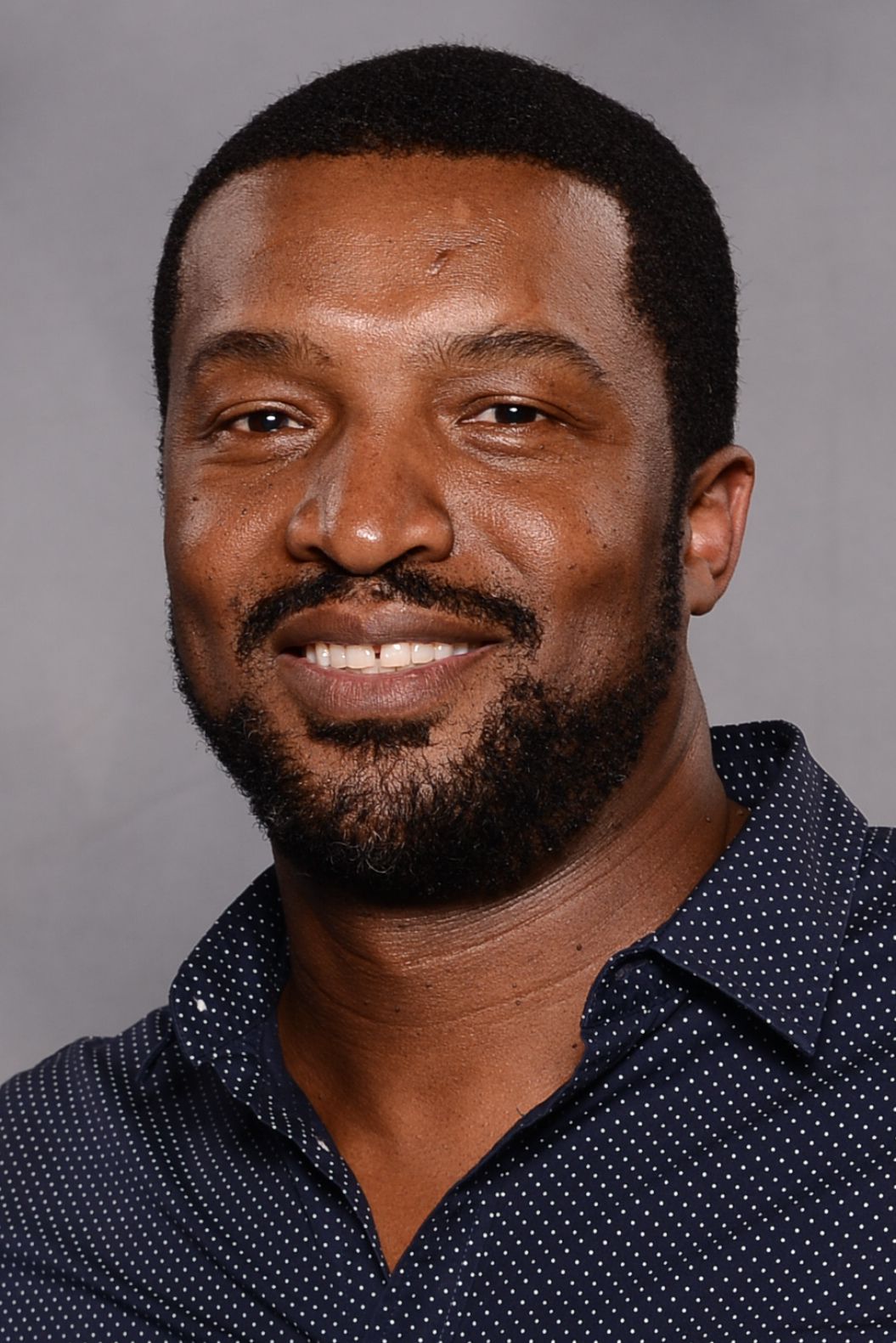

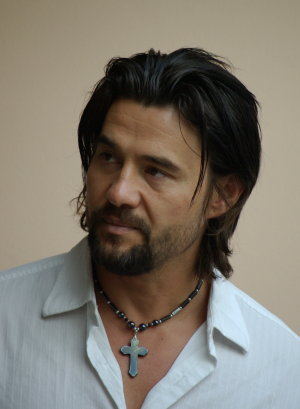

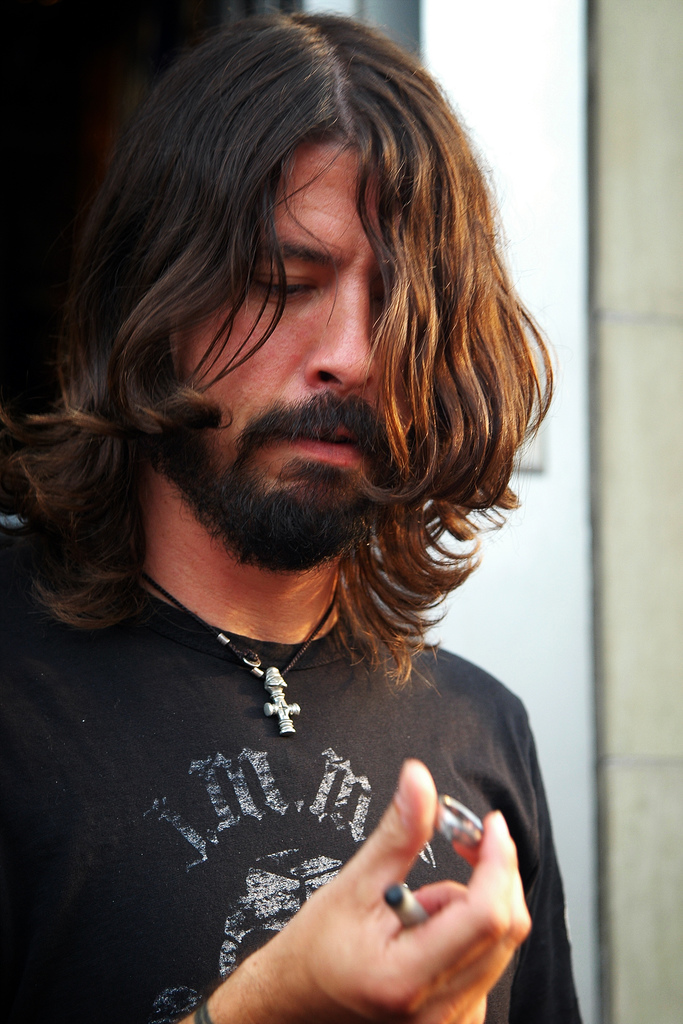
Дейв Ґрол

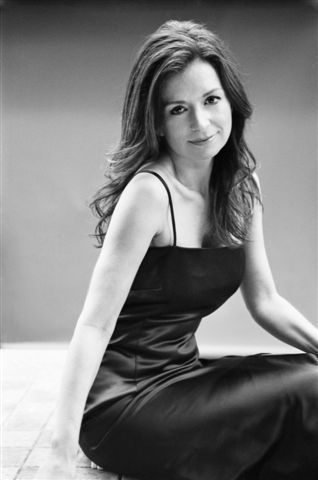

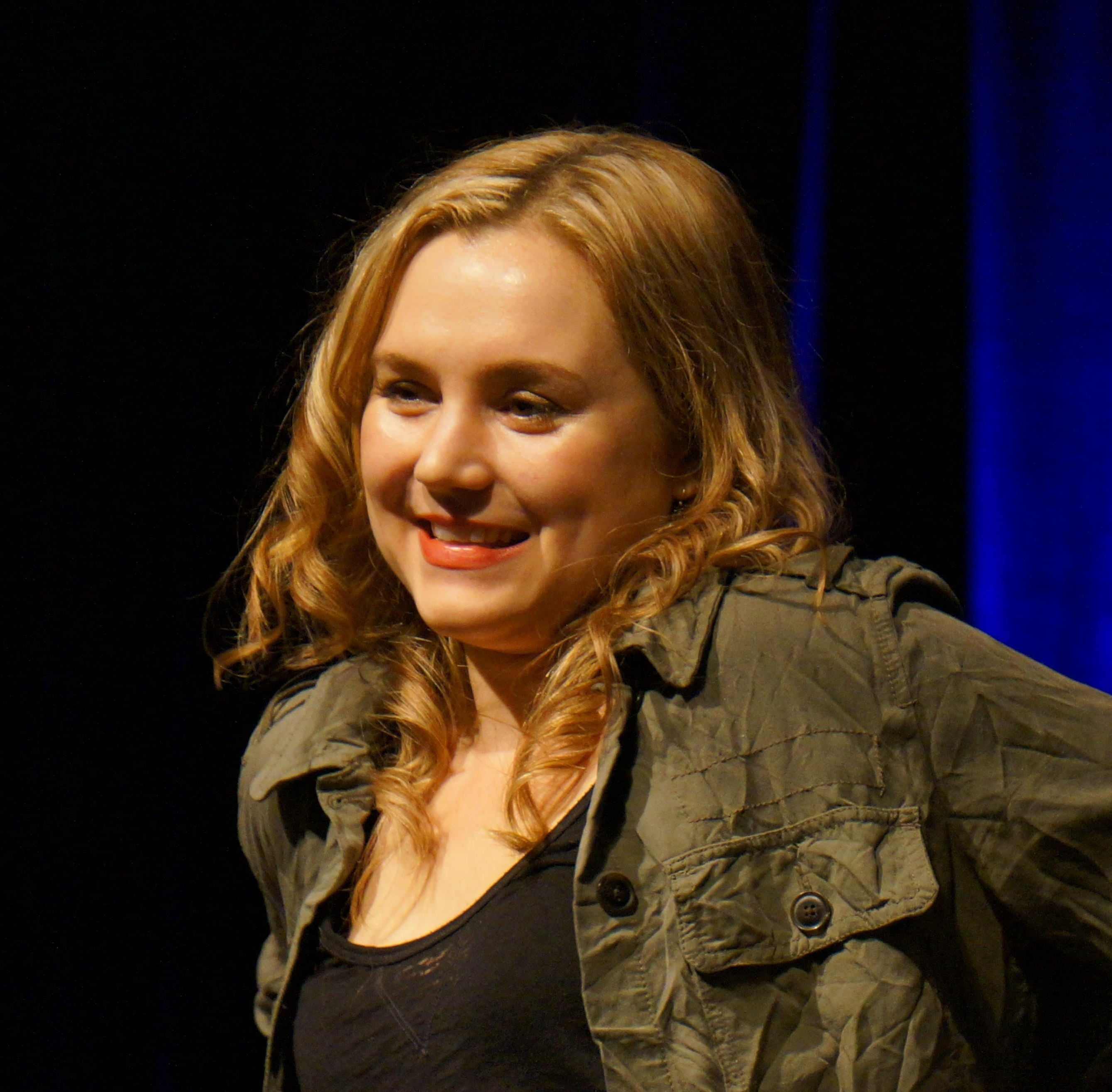

«Штовхач» — сімнадцята серія третього сезону американського науково-фантастичного серіалу «Цілком таємно». Вперше була показана на телеканалі Фокс 23 лютого 1996 року. Сценарій до нього написав Вінс Гілліган, а режисером був Роб Боуман. Ця серія отримала рейтинг Нільсена в 10.8 балів і її подивились 16.2 млн осіб. Серія отримала надзвичайно позитивні відгуки від критиків.
Серіал розповідає про двох агентів ФБР Фокса Малдера (роль виконав Девід Духовни) та Дейну Скаллі (роль виконала Джилліан Андерсон), які розслідують паранормальні випадки, що називають «файли X („Цілком таємно“». В цій серії агенти Малдер та Скаллі намагаються впіймати чоловіка з прізвиськом «Штовхач», який має надзвичайні здібності до гіпнозу — він може змушувати людей робити що завгодно, навіть скоювати самогубство.
Серія «Штовхач» була створена Гілліганом з наміром зробити тісну гру в кішок-мишок між Малдером та Штовхачем. Остання сцена з російською рулеткою зустріла опір від керівництва телекомпанії, але все ж була вставлена в серію. Було багато претендентів на роль Штовхача, серед них також Ленс Генріксен, але роль отримав Роберт Вісден.

## Сюжет
Роберт Патрік Модел на прізвисько «Штовхач» ходить по супермаркету, підходить до енергетичних напоїв та кидає їх у корзину, скільки поміститься. Далі він іде на касу, де його заарештовують агенти ФБР під керівництвом Френка Бурста. Під час того, як його везуть на поліцейській машині, він весь час говорить про «небесно-блакитний колір». Водій починає його уважно слухати. Водій не помічає вантажівку цього кольору, тому виїжджає просто перед нею. Стається аварія. Водій знімає наручники із Штовхача, після чого помирає. Штовхач утік.
Агент Бурст, який теж сидів у цій машині й був поранений, розповідає агентам Малдеру та Скаллі, що він уже давно переслідує Штовхача, який скоїв серію замовних убивств за останні два роки, змушуючи своїх жертв скоювати самогубства. Малдер бачить на одній з фотографій з місця аварії слово «ронін», написане кров'ю на машині, через що Малдер згодом знаходить зашифроване оголошення від Штовхача в журналі оголошень. Малдер вважає, що в Штовхача є екстрасенсорна здатність «штовхати» людей на виконання його волі. За допомогою номера телефону в оголошенні агенти знаходять Штовхача на полі для гольфу у Фолс-Черч (Вірджинія) і відсилають туди спецназ. Штовхач бачить спецназ і втікає. Один із спецназівців наздоганяє Штовхача, але Модел змушує його облитися бензином та підпалити себе. Через декілька хвилин Малдер знаходить знесиленого Штовхача в його машині та заарештовує його.
Штовхач постає перед судом. Стає відомим його справжнє ім'я Роберт Патрік Модел. Штовхач змушує суддю його відпустити. Агенти починають вивчати минуле Штовхача та з'ясовують, що він намагався найнятися в ФБР, але не пройшов психіатричний тест, оскільки його оцінили як егоцентричного та соціопатичного. Тим часом Штовхач прикріплює до свого піджака папірець, на якому маркером написано «пропуск», і входить в будівлю ФБР. Охоронець його не зупиняє. Він іде до агента Холлі та просить її відкрити особову справу Малдера. Коли раптом приходить Скіннер, Штовхач наказує Холлі напасти на нього та втікає. Скаллі не здатна пояснити цю надздібність Штовхача, але погоджується з агентом Малдером, що Штовхач може змушувати людей робити абсолютно що завгодно.
Агенти вриваються до помешкання Штовхача, але його там немає. В холодильнику агенти знаходять енергетичні напої та ліки від епілепсії. Малдер робить припущення, що Штовхач має свої надздібності через пухлину головного мозку, але використання цієї здатності фізично виснажує його, тому Роберту доводиться вживати енергетичні напої. Малдер думає, що Штовхач вмирає і хоче піти з життя «голосно грюкнувши дверима». Раптом Штовхач дзвонить на свій домашній телефон. Бурст піднімає трубку, і Штовхач змушує його серце зупинитися. Агенти намагаються визначити його номер, але на їх подив, він сам каже свій номер. Агенти визначають, що це номер телефона-автомата біля лікарні і їдуть туди. Малдер заходить в лікарню, але Штовхач підкоряє його волю собі. Коли заходить Скаллі, вона бачить, що Штовхач змусив Малдера грати з ним в російську рулетку. Малдер направляє револьвер на Штовхача і натискає на курок, але нічого не відбувається. Далі він наставляє револьвер на себе, натискає курок, але і цього разу нічого не відбувається. Далі він наставляє револьвер на Скаллі. Скаллі починає відходити, і у відчаї вмикає пожежну сигналізацію. Сигналізація приводить Малдера до тями, він повертає револьвер на Штовхача, натискає на курок, і револьвер стріляє, поранивши Штовхача. Згодом агенти з'ясовують, що пухлину Штовхача можна було видалити, але він вирішив залишити її заради можливості контролювати інших людей. Малдер сказав, що це був маленький чоловік з чимось, що змушувало його відчувати себе великим.

## Створення
Сценарій до цієї серії написав Вінс Гілліган, а режисером був Роб Боуман. Серія «Штовхач» була створена Гілліганом з наміром зробити тісну гру в кішок-мишок між Малдером та Штовхачем. Персонаж Модела пізніше знов з'явиться в серії п'ятого сезону «Полювання на лисиць». Остання сцена з російською рулеткою зустріла опір від керівництва телекомпанії, через те, що таку сцену ніколи раніше не показували по телебаченню, тому вона може справити непедбачуване враження на глядачів, особливо на дітей. Після довгих переговорів, вирішили залишити сцену такою, як є. Гілліган потім казав, що «йому досі не віриться, що їм дозволили вставити цю сцену в серію».
В серії містяться декілька жартів із посиланням на попередні версії. В першій сцені серії Штовхач бере в супермаркеті журнал, на обкладинці якого зображене чудовисько з серії другого сезону Господар. Також на журналах, присутніх в серії, з'являються зображення деяких членів знімальної команди.
Було багато претендентів на роль Штовхача, серед них також Ленс Генріксен. Також режисер пропонував роль Харвею Фіерстейну, але отримав її Роберт Вісден. Роб Боуман був дуже задоволений акторською грою Вісдена, він сказав: «Я думаю, Роберт Вісден зіграв роль Штовхача неперевершено. Він дуже енергійний та зосереджений актор з купою власних ідей. У мене зайняло лише півтора дня, щоб усе йому пояснити, і після цього я з ним не розмовляв, він усе робив сам». Мітч Піледжі, який виконував роль Волтера Скіннера, був розчарований тим, що його персонажа надто часто б'ють. Також у серії в епізодичній ролі з'явився музикант Дейв Ґрол.

## Знімались
| Актор               | Роль                       |
| ------------------- | -------------------------- |
| Девід Духовни       | Фокс Малдер                |
| Джилліан Андерсон   | Дейна Скаллі               |
| Мітч Піледжі        | Волтер Скіннер             |
| Роберт Вісден       | Роберт Патрік Модел        |
| Вік Полізос         | агент Френк Бурст          |
| Роджер Кросс        | член команди SWAT          |
| Стів Бачич          | агент Коллінз              |
| Дейв Ґрол           | епізодична роль            |
| Дженіс Джод         | медсестра                  |
| Рейчел Майнер       | поранена співробітниця ФБР |
| Діна Спайбі-Вотерср | агентка ФБР                |